# Lauda-Königshofen
Pour les articles homonymes, voir Lauda (homonymie) et Königshofen.
Lauda-Köninghofen est une ville de l'arrondissement de Main-Tauber au nord-est du land de Bade-Wurtemberg, dans la vallée la Tauber, sur la Route Romantique.

## Histoire
La ville a appartenu au Grand-duché de Bade.
1344 : Octroi des droits urbains à Lauda
1492 : Octroi du privilège de marché à Königshofen par l'empereur Frédéric III.
1525 : Lors de la Révolte des Rustauds une bataille a lieu sur le Turmberg près de Koenigshofen. Des chevaliers sous les ordres de Georg Truchsess von Waldburg-Zeil exterminent plusieurs milliers de fermiers révoltés.
1945 : À Pâques (1er avril), des combats violents ont lieu à Königshofen qui est au trois quarts détruit par l'armée américaine.
1975 : Ville de Lauda-Königshofen est créée lors de la réforme communale du Bade-Wurtemberg, englobant Lauda, Königshofen et quelques autres municipalités.

## Villes voisines
- Wittighausen

## Jumelages
- Boissy-Saint-Léger (France)
- Paks (Hongrie)
- Rátka (Hongrie)

## Images

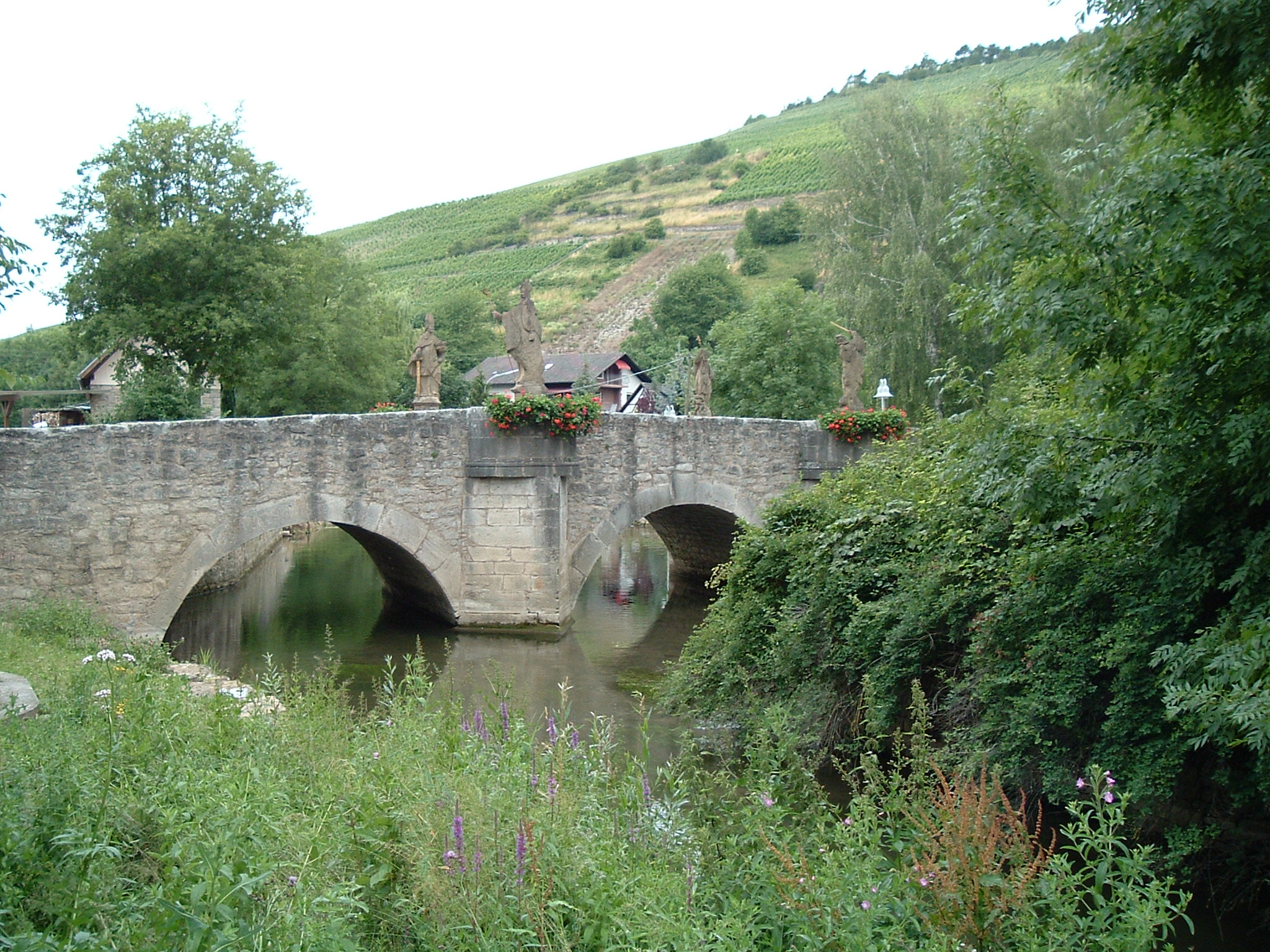
Pont sur la Tauber
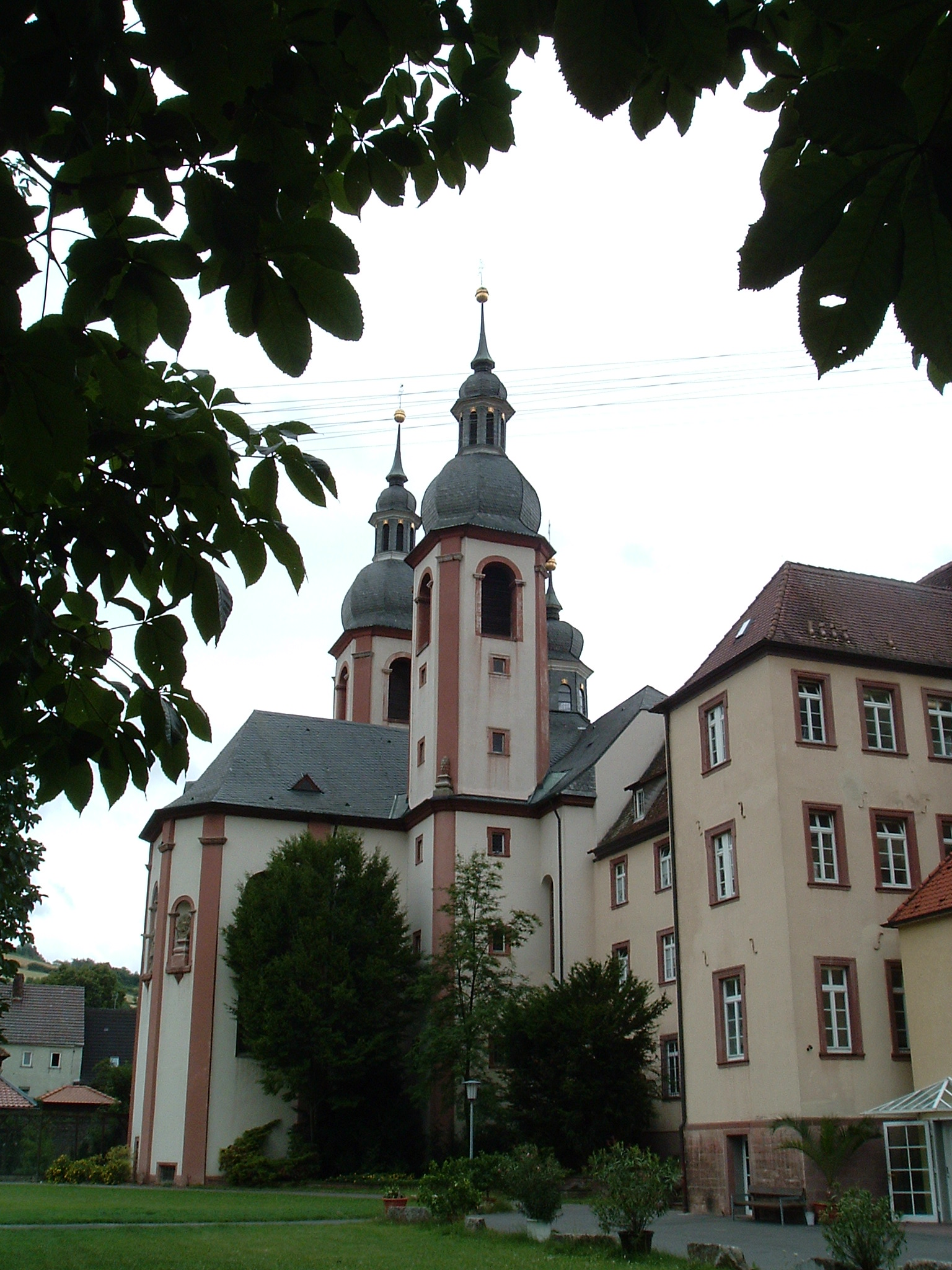
Église baroque
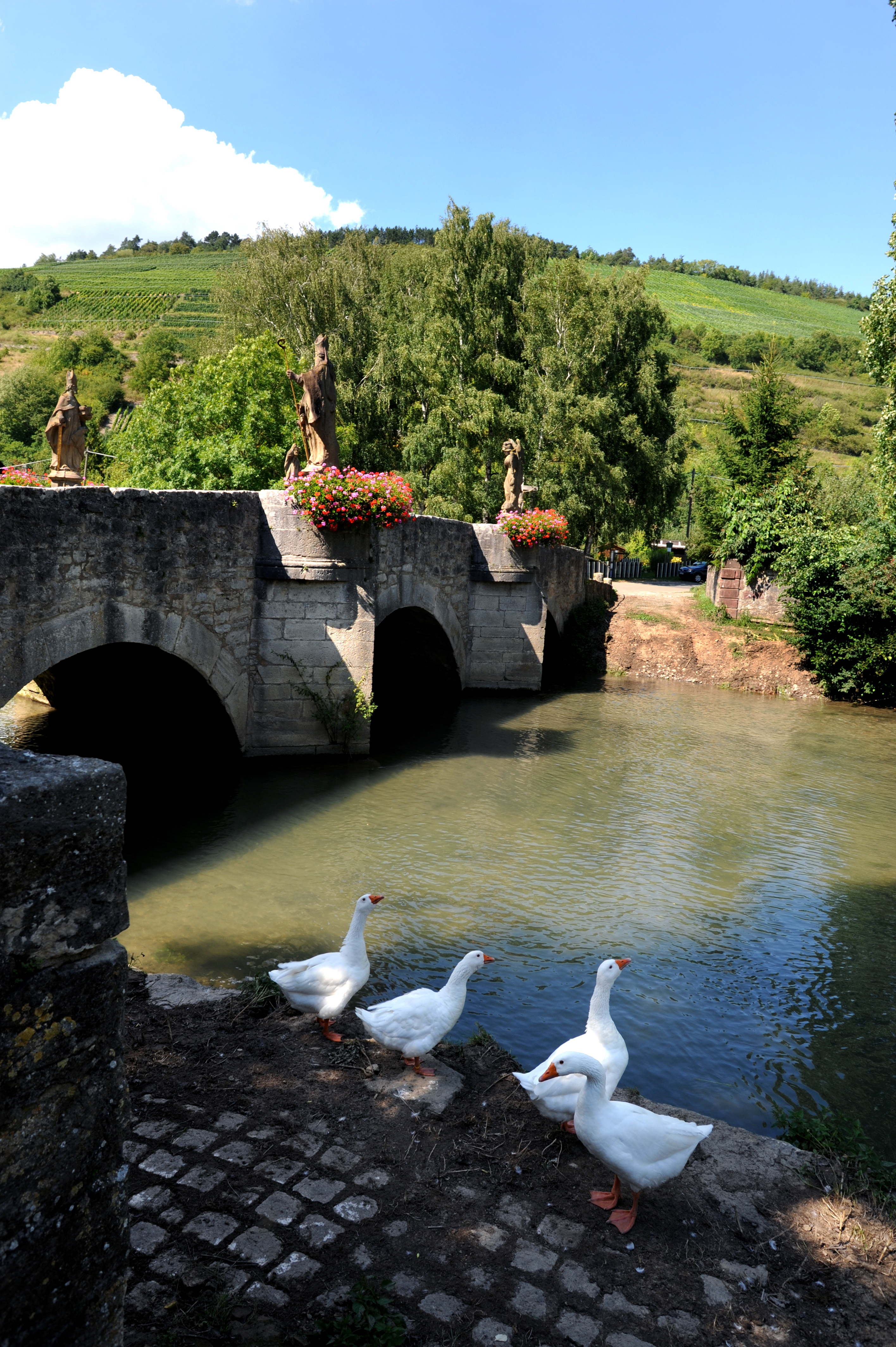
Gerlachsheim
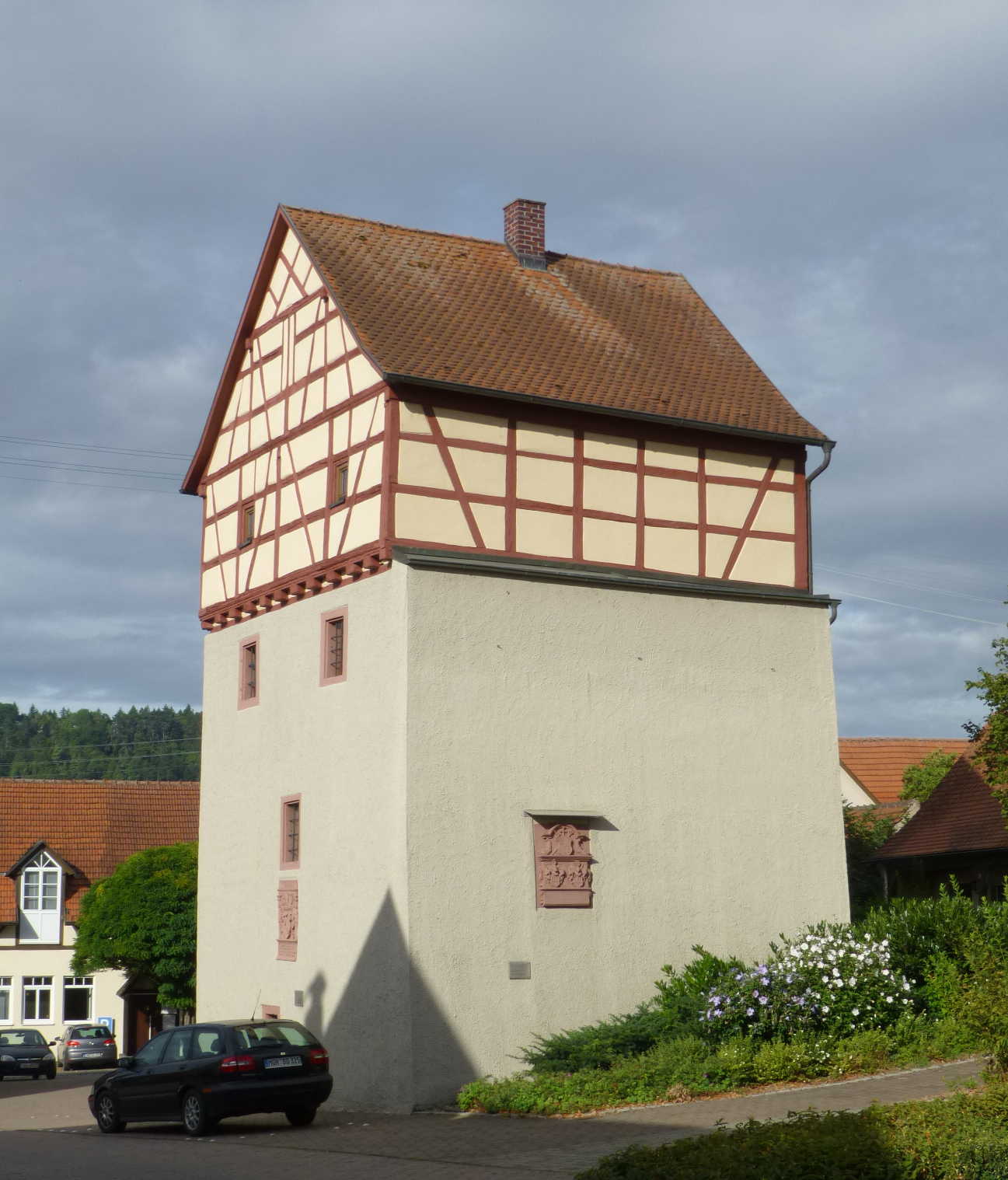
Königshofen
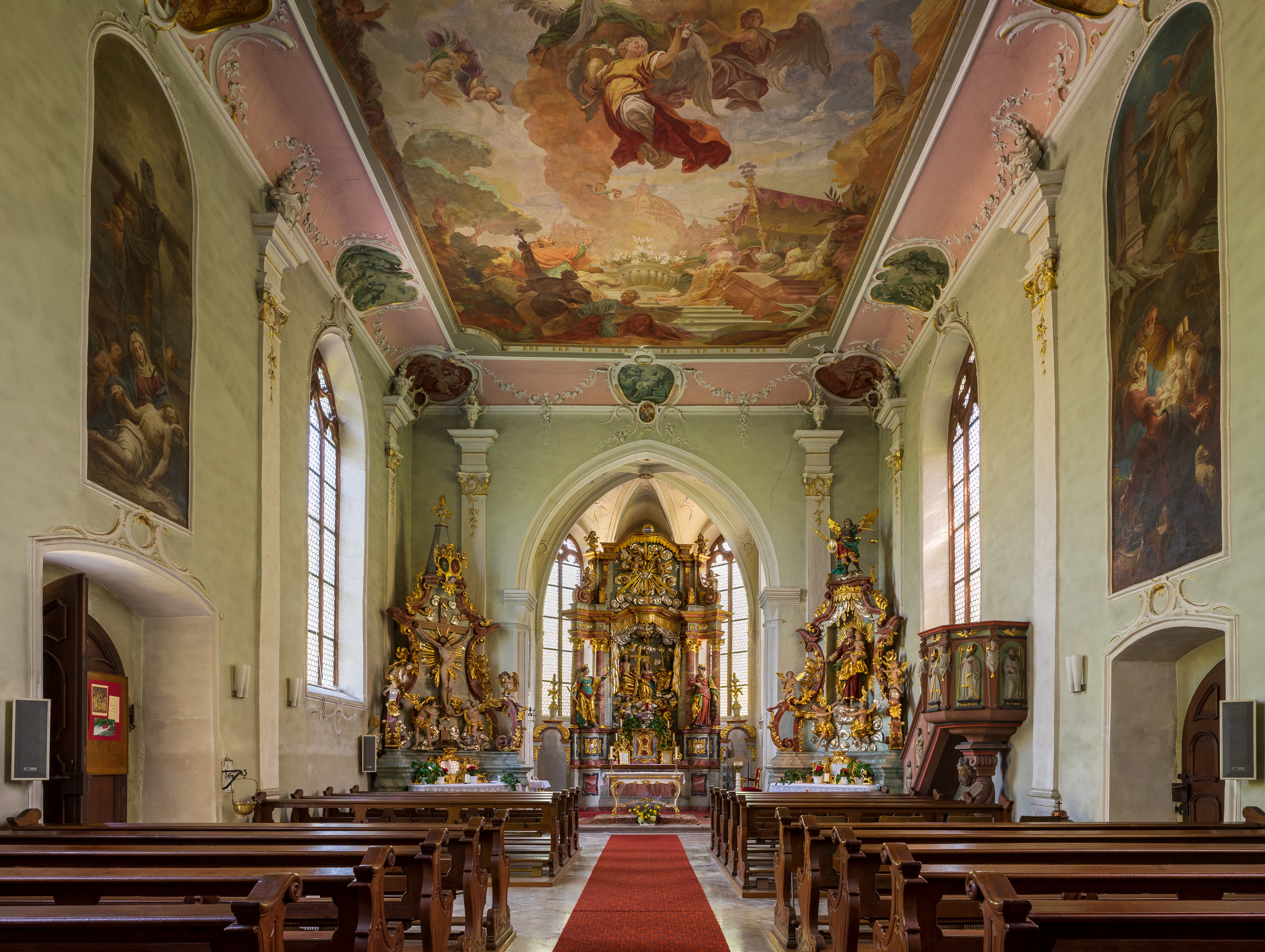
Dans la Marienkirche (Lauda) (de). Mai 2017.

## Personnalités liées à la commune
- Johann Gottfried von Aschhausen (1575-1622), prince-évêque de Bamberg et de Wurtzbourg.
- Johann Rudolf Zumsteeg (1760-1802),  musicien.
- Johann Martin Schleyer (1831-1912),  prêtre catholique, linguiste et philanthrope.
- Philipp Lenard (1862-1947), physicien mort à Messelhausen.
- Albert Hehn (1908-1983), acteur.
- Heinrich Ehrler (1917-1945), aviateur de la Luftwaffe.
- Robert Ditter (1924-2007), ancien proviseur du Gymnasium Schramberg, et ardent activiste dans la reconciliation franco-allemande.
- Hans-Jürgen Hehn (1944-), escrimeur.
- Thorsten Weidner (1967-), fleurettiste.
- Martin Lanig (1984-), footballeur.